# Cacosternum platys
Cacosternum platys és una espècie de granota que viu a Sud-àfrica.